# Product Hunt
Product Hunt是一個供用戶分享和發現產品的網站。網站於2013年由瑞安·胡佛（Ryan Hoover）創立，之後加入了Y Combinator。用戶可以以每天線性格式發送不同產品貼文到該網站上，網站亦有類似Hacker News或Reddit的留言系統。在一天中取得最高票的產品在當天的列表中排序最高。
產品分成三個種類：科技（網絡應用程式、流動應用程式、硬件產品等）、遊戲（電腦、網上、流動）和書籍。截至2014年7月所有用戶都可發送產品，只需提供產品名稱、網址和宣傳標語。但是，只有一群被其他可留言用戶選擇的用戶可在產品貼文上留言。
網站亦有一個每日電子郵件列表，發送關於每天最高票數的數個產品和產品精選集的資訊。遊戲和書籍亦有它們相應的電子郵件列表。
Product Hunt亦有iOS應用程式及Google Chrome擴展插件，以及正在開發Android應用程式。

## 歷史
Product Hunt以電子郵件列表形式於2013年11月6日推出。2014年7月17日，Product Hunt宣佈它加入Y Combinator。
2014年秋天，該公司宣佈取得由安德森霍洛維茨公司領導的一輪A系列610萬美元投資。
2015年2月5日，Product Hunt贏得Crunchie「最佳新創投公司」獎。
2015年9月，Product Hunt於網站加入了播客部分。

## 外部連結
- 官方网站